# كندوان (نير)
كندوان هي قرية في مقاطعة نير، إيران. يقدر عدد سكانها بـ 296 نسمة بحسب إحصاء 2016.